# Янсонс, Юрис (учёный)
Юрис Янсонс (латыш.  Juris Jansons; 16 сентября 1939 — 19 сентября 2016) — советский и латвийский физик в области механики полимеров.

## Биография
В 1962 году окончил Рижский технический университет. В 1973 году защитил кандидатскую в Академии наук Латвии, в 1998 г. - докторскую диссертацию в Институте механики полимеров Латвийского университета. Имел ученое звание профессора.
В 1963—1969 гг. — научный сотрудник и старший научный сотрудник, в 1979—1993 гг. — заведующий лабораторией долговременных деформационных свойств Института механики полимеров (ИМП).
В 1993—2011 гг. — директор Института механики полимеров Латвийского университета, председатель Ученого совета (2011—2016). Действительный член АН Латвии.
Действительный член Академии наук Латвии (2001).
В 2001—2004 гг. — председатель совета (вице-президент) АН Латвии, с 2004 г. — руководитель Физико-технического отдела АН Латвии.
Основные исследования в области механики композиционных материалов и долгосрочных свойств материалов.

## Награды и звания
Лауреат Второй премии Академии наук Латвийской ССР (1984).